# 본데노

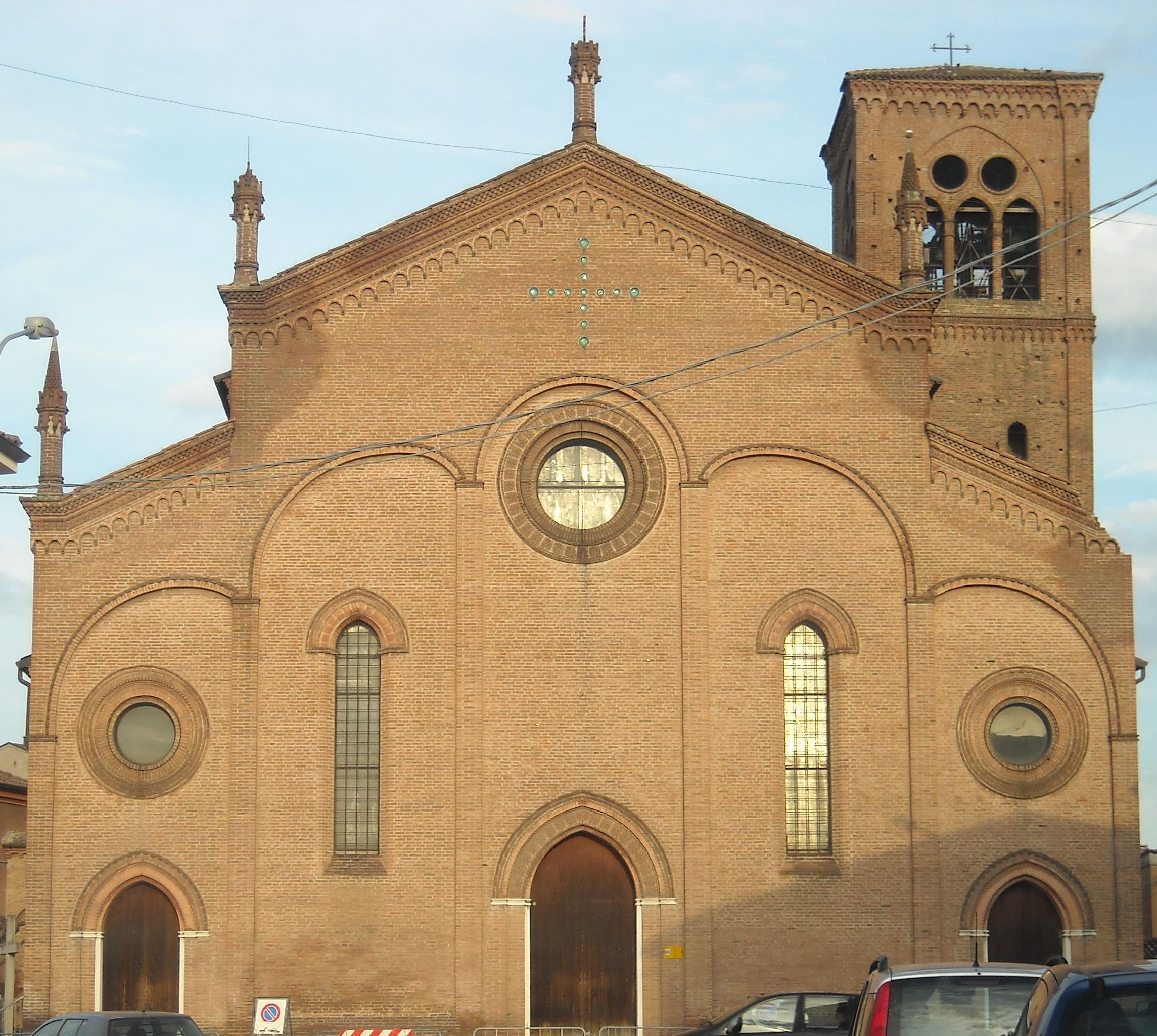

본데노(Bondenese: Bundén)는 이탈리아 에밀리아로마냐주 페라라도에 있는 코무네(자치단체)로, 볼로냐에서 북쪽으로 약 45km(28마일), 페라라에서 북서쪽으로 약 15km(9마일) 떨어져 있다.
본데노 자치체에는 프라치오네(주로 마을과 작은 마을)인 부라나, 가벨로, 오스피탈레, 필라스트리, 폰테 로도니, 살바토니카, 산 비아지오, 산타 비앙카, 스코티치노, 세테폴레시니, 스텔라타 및 저비네이트가 포함되어 있다.
본데노는 첸토, 페라라, 피카롤로, 피날레 에밀리아, 미란돌라, 세르미데 에 펠로니카, 테레 델 리노, 비가라노 마이나르다와 같은 지방 자치 단체와 접해 있다. 영토는 파나로강(Panaro River)을 가로지른다.

## 역사
1463년에 본데노 시에서는 인쇄기 방법을 사용하여 이탈리아 전체 역사를 통틀어 최초의 이동식 문자서인 성서가 인쇄되었을 것으로 추정한다.